# Obrovský vodopád
Obrovský vodopád je tektonický vodopád podpořený selektivní erozí ve Vysokých Tatrách v okrese Poprad na severním Slovensku.

## Charakteristika
Nachází se v ústí Malé Studené doliny a jeho podloží je tvořené granodiority. Vodopád vytváří potok Malý Studený potok, který je nad ním v nadmořské výšce 1355 m široký 0,5 m. Je vysoký přibližně 15 m.

## Přístup
Kolem vodopádu prochází  tatranská magistrála z Hrebienku na Skalnaté pleso. Vodopád je možné navštívit po celý rok.